# Vladimir Muntyan
Volodymyr Muntyan (en ucraniano: Володимир Мунтян, en ruso: Владимир Мунтян, en rumano: Vladimir Muntean; n. 14 de septiembre de 1946) es un exfutbolista internacional y entrenador soviético-ucraniano que jugó como centrocampista durante prácticamente toda su carrera en el FC Dynamo Kiev. Es considerado uno de los mejores futbolistas de Ucrania y la Unión Soviética, selección a la que representó en la década de 1960 y 1970. Posteriormente comenzó su carrera como entrenador, en la que ha dirigido a las selecciones de Ucrania y Guinea, entre otros equipos.

## Biografía
Hijo de un obrero moldavo-rumano y una enfermera ucraniana, Vladimir Muntyan mostró interés en las acrobacias y compitió con éxito en la ciudad de Kiev, ganando premios en su categoría. Su familia finalmente se trasladó a vivir cerca de unos campos de fútbol profesionales en Kiev, donde el joven Muntyan y sus amigos jugaban al fútbol y ejercían de recogepelotas. En una ocasión, haciendo malabarismos con un balón, se le acercó un soldado, quien le preguntó si estaba interesado en tomar el fútbol como un deporte. Muntyan dijo que sí y fue llevado a Mikhail Korsunskiy, un famoso entrenador infantil de la localidad en ese momento. Rápidamente se reconoció el potencial de Muntyan.

## Carrera profesional
Muntyan fue incluido en el equipo juvenil del Dynamo Kiev junto a otros jóvenes talentos como Semen Altman y Anatoly Byshovets (ambos entrenadores ahora). Después de un partido de juveniles entre el Dynamo Kiev y el Spartak Moscú, el entrenador del equipo juvenil del Dynamo, Mykhaylo Koman, ofreció al joven Muntyan participar en una sesión de entrenamiento con el primer equipo el día siguiente junto a su ídolos Valery Lobanovsky y Andriy Biba.
Muntyan se unió al primer equipo del Dynamo Kiev a los 15 años de edad, cuando el principal entrenador del equipo era Victor Maslov. A pesar de que pesaba sólo 60 kg y medía 170 cm de altura, sus habilidades mejoraron aún más con la formación. Con el Dynamo Kiev logró ganar siete títulos de liga, dos Copas soviéticas, una Recopa de Europa y una Supercopa de Europa. A nivel individual, fue nombrado mejor futbolista soviético en 1969 y de Ucrania en 1970.

## Estadísticas
| Club   | Temporada | Liga | Liga  | Copa | Copa  | Europa | Europa | Total | Total |
| Club   | Temporada | PJ   | Goles | PJ   | Goles | PJ     | Goles  | PJ    | Goles |
| ------ | --------- | ---- | ----- | ---- | ----- | ------ | ------ | ----- | ----- |
| Dynamo | 1965      | 3    | 0     | 4    | 0     | -      | -      | 7     | 0     |
| Dynamo | 1966      | 26   | 8     | 2    | 0     | -      | -      | 28    | 8     |
| Dynamo | 1967      | 19   | 4     | 1    | 0     | -      | -      | 20    | 4     |
| Dynamo | 1968      | 36   | 5     | -    | -     | -      | -      | 36    | 5     |
| Dynamo | 1969      | 27   | 6     | 3    | 2     | 4      | 2      | 34    | 10    |
| Dynamo | 1970      | 25   | 3     | 2    | 0     | -      | -      | 27    | 3     |
| Dynamo | 1971      | 18   | 6     | 2    | 0     | -      | -      | 20    | 6     |
| Dynamo | 1972      | 30   | 9     | 3    | 1     | 6      | 1      | 39    | 11    |
| Dynamo | 1973      | 28   | 6     | 9    | 2     | 5      | 0      | 42    | 8     |
| Dynamo | 1974      | 22   | 2     | 4    | 2     | 8      | 2      | 34    | 6     |
| Dynamo | 1975      | 29   | 2     | -    | -     | 4      | 0      | 33    | 2     |
| Dynamo | 1976 (s)  | 10   | 3     | 1    | 0     | -      | -      | 11    | 3     |
| Dynamo | 1976 (a)  | 13   | 1     | -    | -     | 8      | 1      | 21    | 2     |
| Dynamo | 1977      | 16   | 2     | 3    | 0     | -      | -      | 19    | 2     |
| Total  | Total     | 302  | 57    | 34   | 7     | 35     | 6      | 371   | 70    |

- Las estadísticas en la Copa de la Unión Soviética y Europa se realizan bajo el esquema "otoño-primavera" y se alistan en el año de inicio de los torneos.

## Palmarés

### Torneos locales
| Título           | Club           | País            | Año  |
| ---------------- | -------------- | --------------- | ---- |
| Primera División | Dinamo de Kiev | Unión Soviética | 1966 |
| Copa             | Dinamo de Kiev | Unión Soviética | 1966 |
| Primera División | Dinamo de Kiev | Unión Soviética | 1967 |
| Primera División | Dinamo de Kiev | Unión Soviética | 1968 |
| Primera División | Dinamo de Kiev | Unión Soviética | 1971 |
| Primera División | Dinamo de Kiev | Unión Soviética | 1974 |
| Copa             | Dinamo de Kiev | Unión Soviética | 1974 |
| Primera División | Dinamo de Kiev | Unión Soviética | 1975 |
| Primera División | Dinamo de Kiev | Unión Soviética | 1977 |

### Torneos internacionales
| Título              | Club           | Sede    | Año  |
| ------------------- | -------------- | ------- | ---- |
| Recopa de Europa    | FC Dynamo Kiev | Basilea | 1975 |
| Supercopa de Europa | FC Dynamo Kiev | Kiev    | 1975 |

Individual
- Futbolista Ucraniano del Año:

1970
- Futbolista Soviético del Año:

1969
- Balón de Oro: 23.º

1969
- Datos: Q969248
- Multimedia: Volodymyr Muntyan / Q969248